# (952) Caia
(952) Caia és un asteroide del cinturó principal descobert per l'astrònom Grigori Neúimin en 1916 des de l'observatori de Simeiz, Simeiz, Rússia.
Porta el seu nom en honor d'un personatge de la novel·la de Quo Vadis, de l'escriptor polonès Henryk Sienkiewicz.
S'estima que té un diàmetre de 81,61 ± 4,6 km. La seva distància mínima d'intersecció de l'òrbita terrestre és d'1,25496 ua. El seu TJ és de 3,187.
Les observacions fotomètriques recollides d'aquest asteroide mostren un període de rotació de 7,51 hores, amb una variació de lluentor de 9,3 de magnitud absoluta.